# Synagoge Laibach

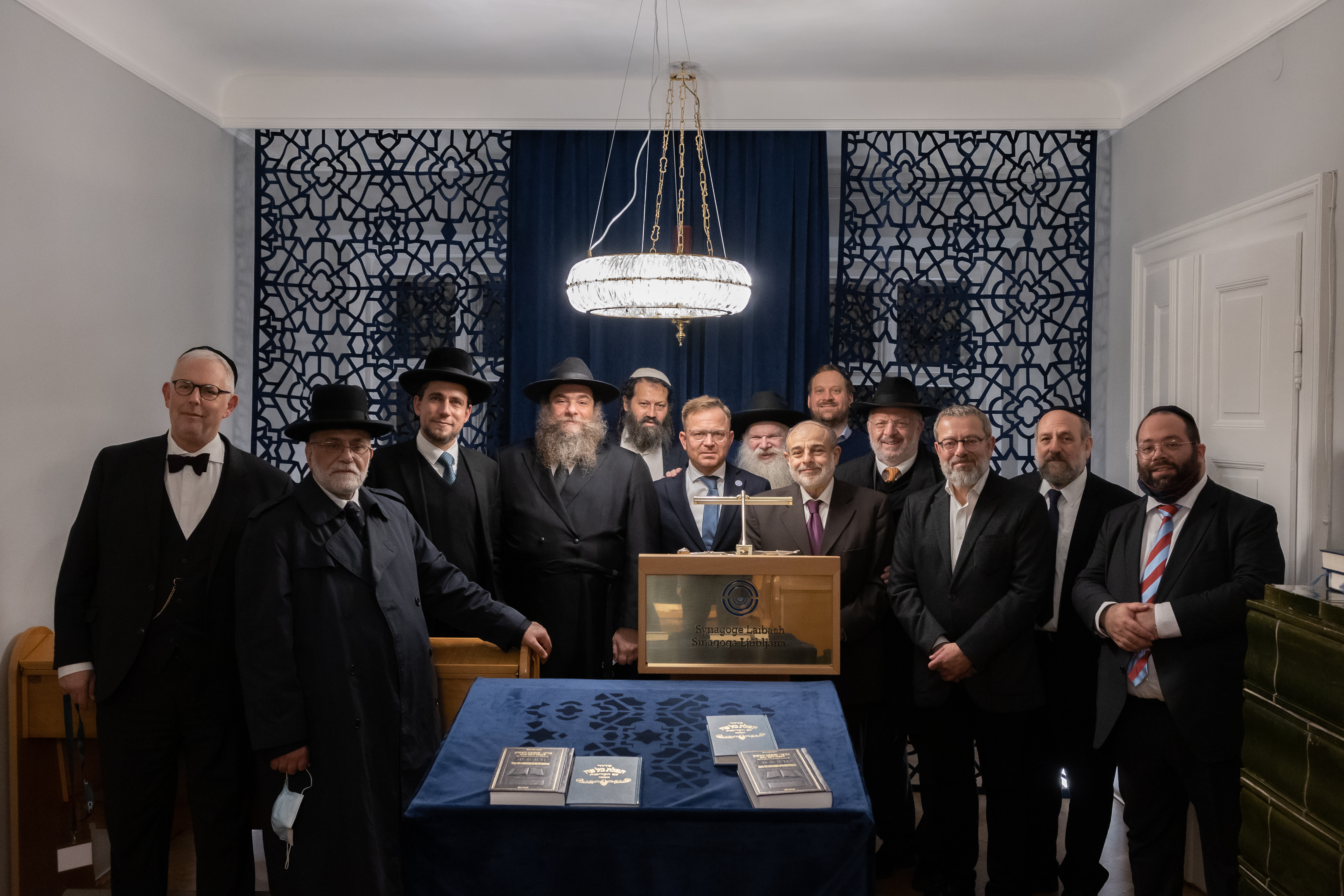
Hachnassat Sefer Thora (Einweihung der Torarolle)

Synagoge Laibach

Die Synagoge Laibach ist ein in einem Wohnhaus im Zentrum der slowenischen Hauptstadt Ljubljana untergebrachtes jüdisches Bethaus des Verbandes der Jüdische Gemeinden von Graz und Laibach. Sie wurde am 9. November 2021 eröffnet.

## Geschichte
Die Synagoge Laibach geht in ihrer Gründung, Planung und Realisierung auf den Präsidenten der Jüdischen Gemeinde Graz, Elie Rosen, zurück und wird auch von der Jüdischen Gemeinde Graz für die Jüdische Gemeinde Sloweniens bzw. die Juden Sloweniens unterhalten. Aus Mangel an finanziellen Mitteln war es zuvor nicht gelungen, eine eigene dauerhafte Synagoge für die Jüdische Gemeinde Sloweniens in Ljubljana zu errichten. Sie war bisher vielmehr auf Provisorien angewiesen.
Erst am 2. August 2021 hatten die Jüdische Gemeinde Graz und die Jüdische Gemeinde Sloweniens unter Elie Rosen und Igor Vojtic zuvor die Gründung des Verbandes der Jüdischen Gemeinde Graz und Ljubljana bekannt gegeben. Die Föderation ist ein in dieser Form in Europa einzigartiger supranationaler Zusammenschluss jüdischer Gemeinden mit dem Ziel, das jüdische Gemeindeleben beider Entitäten zu stärken und auszubauen.
Die nach traditionellem (orthodoxem) Ritus geführte Synagoge Laibach wurde am Gedenktag der Novemberpogrome 1938 am 9. November 2021 in Anwesenheit des slowenischen Staatspräsidenten Borut Pahor, des römisch-katholischen Erzbischofes Stane Zore und des Muftis von Slowenien Nevzet Porić sowie einer Vielzahl hochrangiger Vertreter aus Politik, Diplomatie und Gesellschaft eröffnet. Die Republik Österreich war durch Botschafterin Elisabeth Ellison-Kramer vertreten.
Im Vorfeld der Eröffnung der Synagoge in Laibach fand am 3. November 2021 die feierliche Einhebung der Thorarolle durch eine Abordnung der Europäischen Rabbinerkonferenz mit Rabbinern aus Deutschland, Großbritannien, Schweden, Frankreich, Österreich, Polen, Spanien und der Schweiz durch den Oberrabbiner von Polen, Michael Joseph Schudrich, gemeinsam mit dem slowenischen Oberrabbiner Ariel Haddad, dem steirischen Landesrabbiner Schlomo Hofmeister und dem Grazer Gemeindepräsidenten, dem nunmehrigen Präsidenten der Synagoge Laibach, Elie Rosen, statt. Die Synagoge ist die einzige von der Europäischen Rabbinerkonferenz auf dem Gebiet der slowenischen Republik auch als jüdisch anerkannte Einrichtung.

## Architektur

Detailaufnahmen aus der Synagoge Laibach, Lampenschirm und Vorhang

Die nach traditionellem Ritus geführte Synagoge, besteht aus einer rund 45 Plätze umfassenden Herren- und einer 25 Plätze umfassenden Damenabteilung. Daneben stehen etwa ein Aufenthalts- oder ein Kidduschraum bzw. Administrationsräumlichkeiten zur Verfügung. Die Synagogenbestuhlung entstammt der Manufaktur des israelischen Kibbuz Lavi, der Thoraschrein wurde vom steirischen Unternehmen Teammöbel in Hartberg gefertigt, welches auch die Synagoge in Baden bei Wien ausgestattet hat.
Eine der Hauptauffälligkeiten der Synagoge Laibach bildet die Konstruktion rund um den blauen Thoravorhang, der vom jungen slowenischen Modedesigner Matic Veler entworfen wurde, der seine Studien am Londoner Royal College of Art beendete. Das Vorhangmuster wurzelt in typisch jüdischer Symbolik, die an die Bedürfnisse des Gebetsraums angepasst sind und auf der Idee basieren, Licht durch ein lasergeschnittenes Muster zu übertragen und so Schatten zu reflektieren, um eine mystische und bewegte Umgebung zu formen. Velers Stücke in Räumen wie Galerien, Museen und nun auch einer Synagoge zu platzieren, entspricht seiner breiteren Designphilosophie.

## Jüdische Gemeinde
Die Jüdische Gemeinde Sloweniens, als rechtmäßige Vertretung der Juden Sloweniens, und der Verband der Jüdischen Gemeinden Graz und Laibachs stehen in keinerlei Verbindung zum sogenannten „Jüdischen Kulturzentrum“ in Ljubljana. Bei diesem handle es sich, wie die Institutionen betonen, um keinerlei Einrichtung einer jüdischen Gemeinde. Die Jüdische Gemeinde Sloweniens wird seitens des European Jewish Congresses als einzig legitime Vertretung der slowenischen Juden anerkannt.